# بال هولد
بال هولد (1912 - 2010)، هو ممثل وكاتب دنمركي. ظهر في 40 فيلمًا بين عامي 1933 و 2000.
ولد في 2 أغسطس عام 1912 في هيليروب، توفي 26 نوفمبر 2010 في كوبنهاغن.

## روابط خارجية
- بال هولد على موقع IMDb (الإنجليزية)
- بال هولد على موقع ألو سيني (الفرنسية)
- بال هولد على موقع ميوزك برينز (الإنجليزية)
- بال هولد على موقع أول موفي (الإنجليزية)
- بال هولد على موقع قاعدة بيانات الأفلام السويدية (السويدية)
- بال هولد على موقع قاعدة بيانات الفيلم (الإنجليزية)
- بال هولد على موقع كينوبويسك (الروسية)